# Kafr Manda
Kafr Manda (hebrejsky כַּפְר מַנְדָא‎, arabsky كفر مندا‎, v oficiálním přepisu do angličtiny Kafar Manda) je místní rada (malé město) v Izraeli, v Severním distriktu.

## Geografie
Leží v nadmořské výšce 172 metrů v Bejtnetofském údolí v Dolní Galileji, na úpatí vysočiny Harej Jatvat, která lemuje severní stranu údolí a která se u města prudce zvedá o několik set metrů k hoře Har Acmon.
Je situováno přibližně 3 km od Nazaretu. Kafr Manda se nachází 93 km severovýchodně od centra Tel Avivu a 25 km východně od centra Haify, v hustě osídleném a zemědělsky intenzivně využívaném pásu, přičemž osídlení v tomto regionu je etnicky smíšené. Vlastní Kafr Manda obývají izraelští Arabové stejně jako mnohá další sídla v okolí. Na severu je blok židovských vesnic Misgav. Město je na dopravní síť napojeno pomocí lokální silnice číslo 784.

## Dějiny
Kafr Manda je osídlena po cca 500 let muslimskými Araby. Podle jiného zdroje ale byla současná arabská obec založena až v 18. století. Současná obec každopádně navazuje na starší židovské sídlo, které tu stálo počátkem letopočtu a nazývalo se Kfar Mandi (כפר מנדי‎). Je zmiňované v Talmudu a Mišně. Byl zde podle tradice pohřben významný rabín Akavja ben Mahalal'el a Šim'on ben Gamli'el II. Objevily se i teorie, podle kterých tu byla pohřbena manželka Mojžíše.
Kfar Manda byla dobyta izraelskou armádou v rámci operace Dekel během války za nezávislost v červenci roku 1948. V rámci operace Chiram v říjnu 1948 pak izraelská vojska postoupila i severně od obce a ovládla celý region Galileje. Obec pak nebyla na rozdíl od mnoha jiných arabských vesnic dobytých Izraelem vysídlena a zachovala si svůj arabský ráz.
Vzhledem k prudkému nárůstu byla Kafr Manda roku 1964 povýšena na místní radu (malé město). Ještě v roku 1948 šlo o zemědělské sídlo. V současnosti už je zemědělství jen částečným zdrojem obživy. Obec trpí periodickou nezaměstnanosti. Nedaleko od obce probíhá od 60. let 20. století podél Bejtnetofského údolí Národní rozvaděč vody. Na jihozápadním okraji údolí pak rozvaděč ústí do umělé vodní nádrže Ma'agar Bejt Netofa.

## Demografie
Kafr Manda je etnicky zcela arabské město. Podle údajů z roku 2005 tvořili muslimští Arabové 100 % populace. Jde o středně velké sídlo městského charakteru, které ale na okrajích přechází v rozptýlenou zástavbu izolovaných zemědělských farem. K 31. prosinci 2017 zde žilo 19 300 lidí.
| Rok            | 1922 | 1931 | 1945  | 1949  | 1955  | 1961  | 1972  | 1980  | 1983  | 1990  | 1993   | 1994   | 1995   | 1996   | 1997   | 1998   | 1999   | 2000   |
| -------------- | ---- | ---- | ----- | ----- | ----- | ----- | ----- | ----- | ----- | ----- | ------ | ------ | ------ | ------ | ------ | ------ | ------ | ------ |
| Počet obyvatel | 428  | 975  | 1 260 | 1 262 | 1 800 | 2 300 | 3 900 | 6 000 | 6 600 | 8 800 | 10 000 | 10 400 | 10 900 | 11 300 | 11 600 | 12 100 | 12 500 | 12 900 |

| Rok            | 2001   | 2002   | 2003   | 2004   | 2005   | 2006   | 2007   | 2008   | 2009   | 2010   | 2011   | 2012   | 2013   | 2014   | 2015   | 2016   | 2017   |
| -------------- | ------ | ------ | ------ | ------ | ------ | ------ | ------ | ------ | ------ | ------ | ------ | ------ | ------ | ------ | ------ | ------ | ------ |
| Počet obyvatel | 13 300 | 13 800 | 14 200 | 14 600 | 15 000 | 15 300 | 15 600 | 15 921 | 16 049 | 16 500 | 17 000 | 17 800 | 17 700 | 18 100 | 18 500 | 18 800 | 19 300 |